# Паспорт гражданина Австрии
Паспорт гражданина Австрии (нем. Österreichischer Reisepass) — это документ, удостоверяющий личность, выдаваемый гражданам Австрии для международных поездок. Каждый гражданин Австрии является также гражданином Европейского Союза. Паспорт вместе с национальным удостоверением личности дает право свободного передвижения и проживания в любом из государств Европейской экономической зоны и Швейцарии.

## Выдача и срок действия
Паспорта можно получить в магистрате и окружных управлениях, а также в некоторых муниципальных учреждениях, после чего они печатаются централизованно в Österreichische Staatsdruckerei в Вене.

## Бланк паспорта
Австрийские паспорта того же бордового цвета, что и другие европейские паспорта, с австрийским гербом в центре передней обложки. Слова «EUROPÄISCHE UNION» (английский: European Union) и «REPUBLIK ÖSTERREICH» (английский: Republic of Austria) написаны над гербом, а слово «REISEPASS» (английский: Passport) написано под ним. Австрийские паспорта имеют стандартный биометрический символ внизу и имеют стандартный дизайн ЕС. На каждой странице паспорта на заднем плане изображен герб одного из австрийских штатов. Новый дизайн паспорта был введён в декабре 2023 года.

### Разные варианты написания одного и того же имени в одном документе
Немецкие имена, содержащие умлауты (ä, ö, ü) и/или ß, пишутся правильно в немашиночитаемой зоне паспорта, но с простой гласной + E и/или SS в машиночитаемой зоне, например Müller становится MUELLER, Groß становится GROSS, а Gößmann становится GOESSMANN.

## Визовые требования

Визовые требования для граждан Австрии
Австрия
Свобода передвижения
Виза не требуется / ESTA / eTA / eVisitor
Виза по прибытии
Электронная виза
Виза доступна как по прибытии, так и онлайн
Виза требуется до прибытия

Визовые требования для граждан Австрии представляют собой административные ограничения на въезд, налагаемые властями иностранных государств на граждан Австрии. По состоянию на 4 января 2024 года граждане Австрии имели безвизовый или визовый по прибытии доступ (включая электронные визы) в 194 страны и территории, что ставит австрийский паспорт на 3-е место в мире по свободе передвижения (наравне с финским, люксембургским и шведским паспортами) согласно Индексу паспортов Хенли.
Граждане Австрии могут жить и работать в любой стране ЕС благодаря праву на свободное передвижение и проживание, предусмотренному в статье 21 Договора о ЕС.

## Второй паспорт
Австрия позволяет своим гражданам иметь второй австрийский паспорт, чтобы обойти некоторые ограничения на поездки. Некоторые страны Лиги арабских государств не разрешают въезд владельцам паспортов любой национальности с израильскими визами или штампами в паспорте. Оман и Мавритания, не разрешают въезд владельцам австрийских паспортов со штампами в израильских паспортах.

## История
До того, как Австрия стала членом Европейского Союза в 1995 году, паспорта имели внешнюю светло-коричневую / внутреннюю темно-коричневую обложку («Серия A — E») до тех пор, пока где-то в 1970-х годах она не перешла на темно-зеленую обложку.

## Галерея

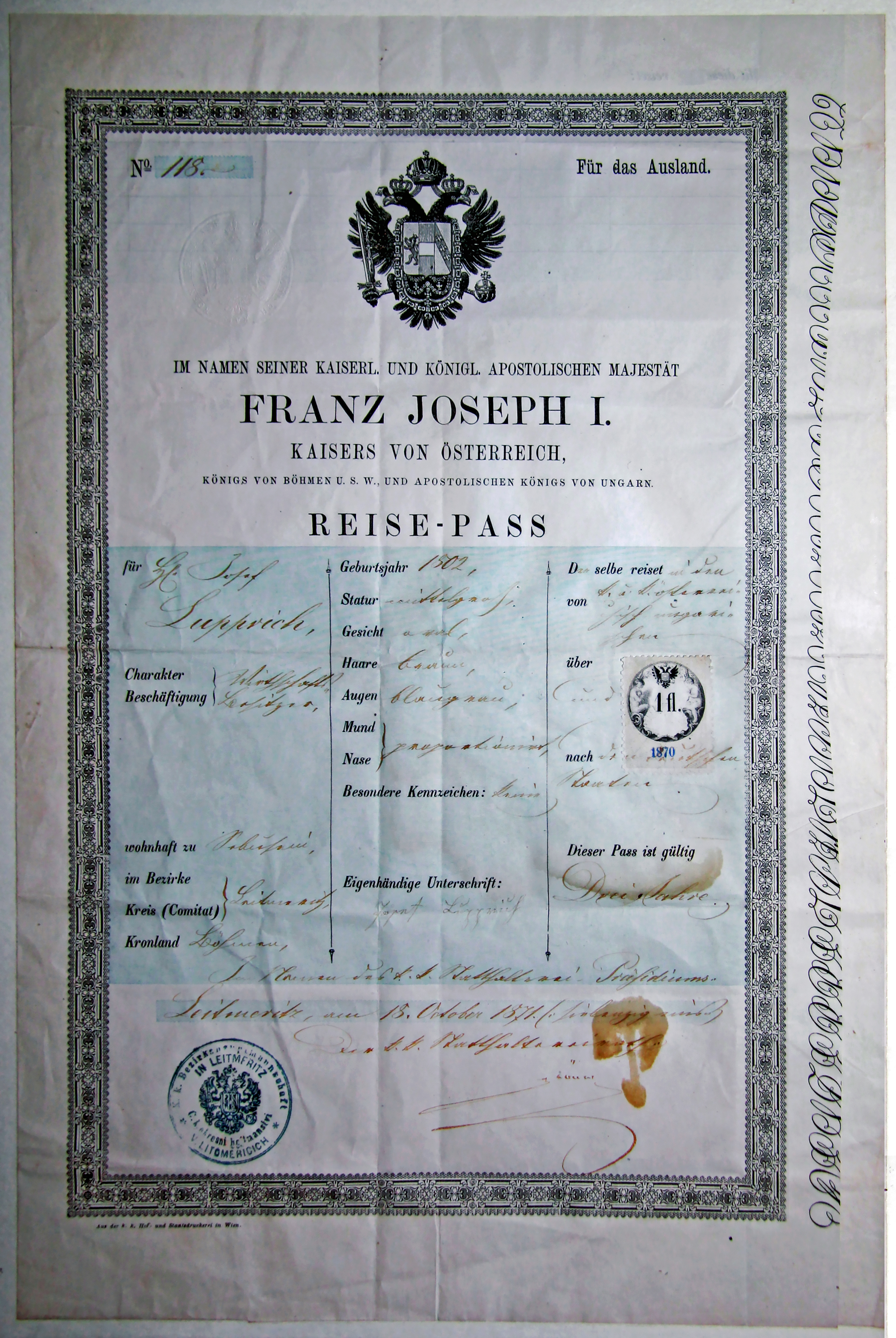
Паспорт Австро-Венгерской империи, выданный в Богемии в 1871 году
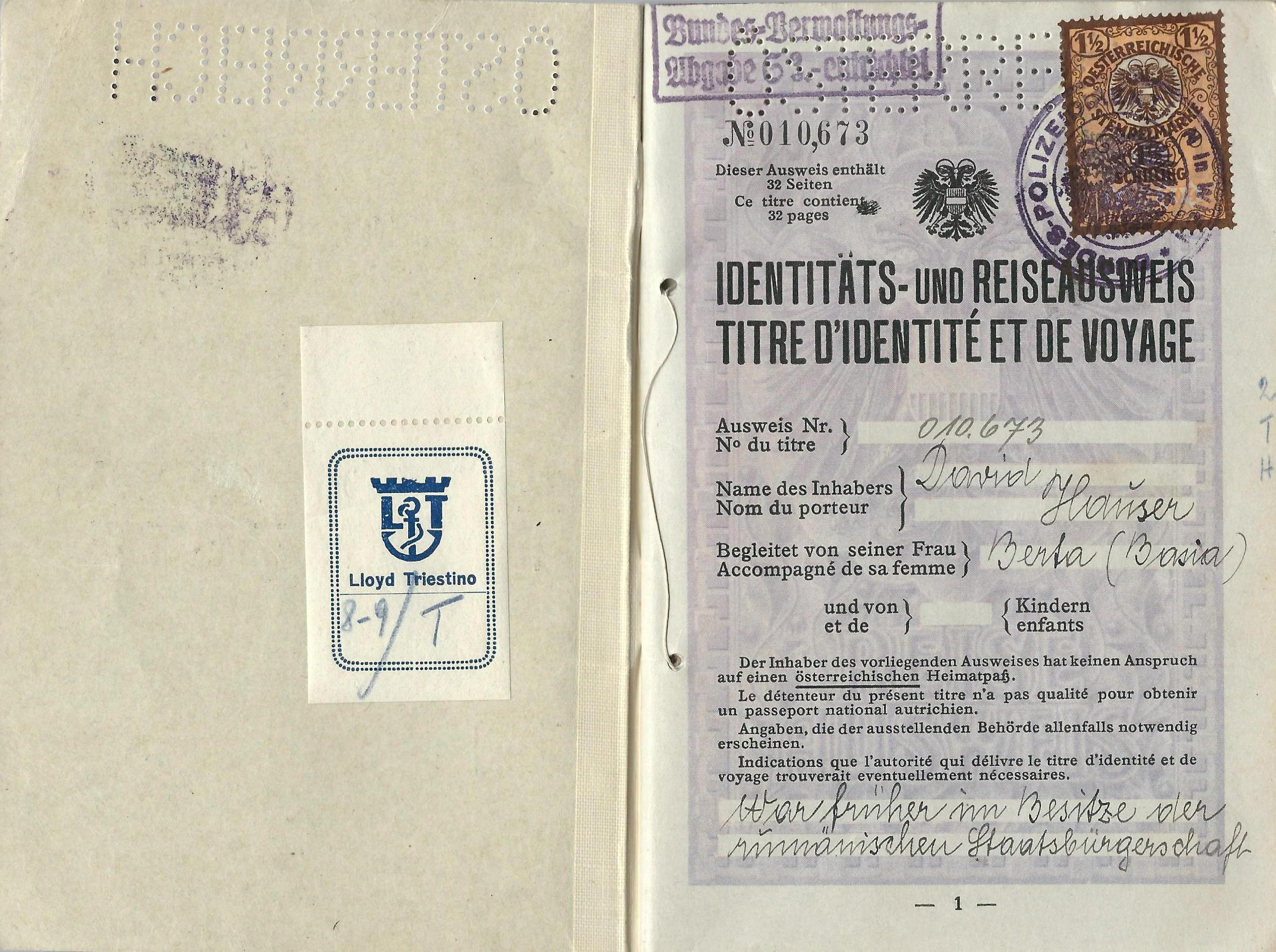
Австрийский паспорт лица без гражданства 1936 года, использовавшийся для иммиграции в подмандатную Палестину
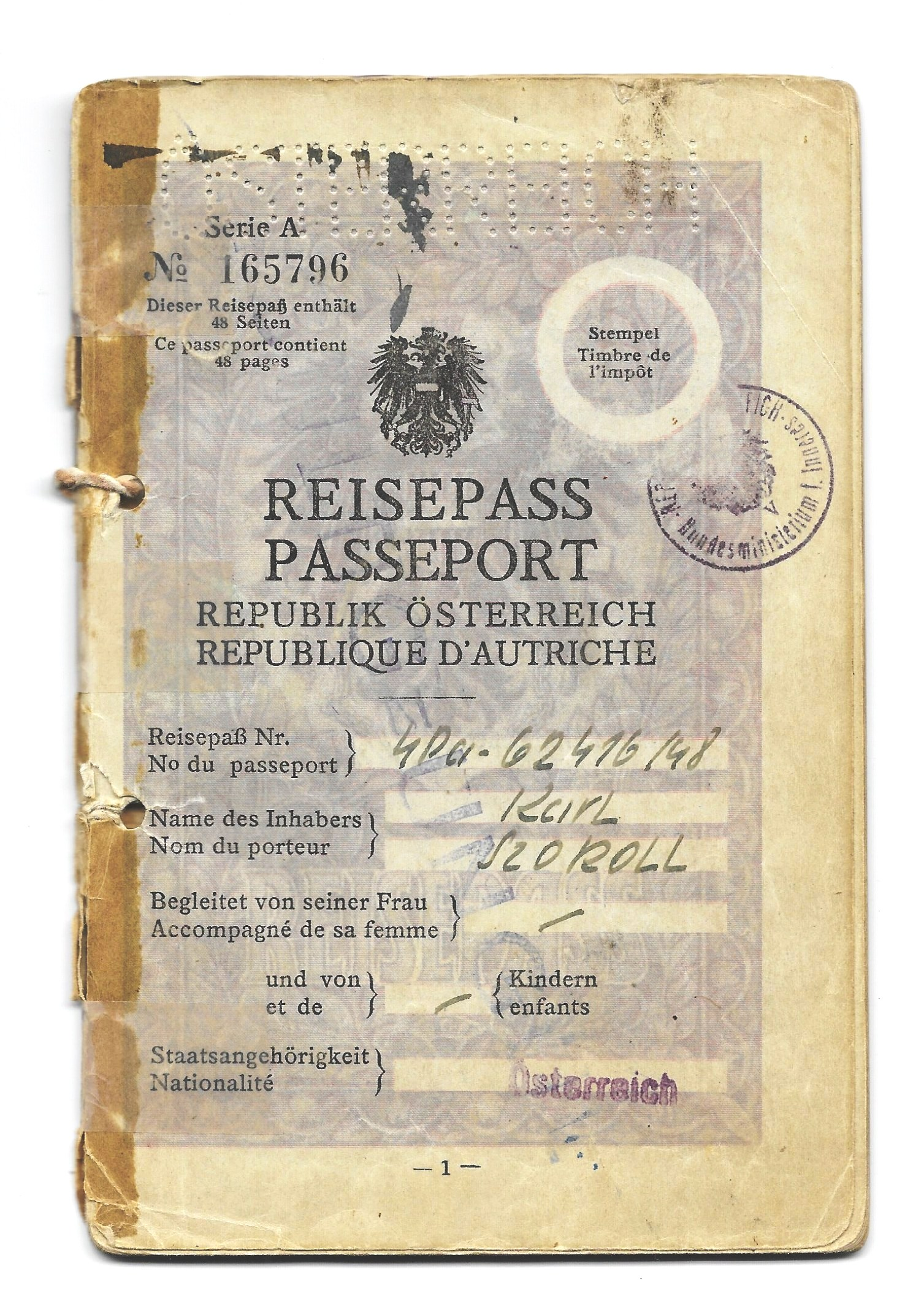
Австрийский паспорт серии А, выданный Карлу Шоколлу в 1948 году
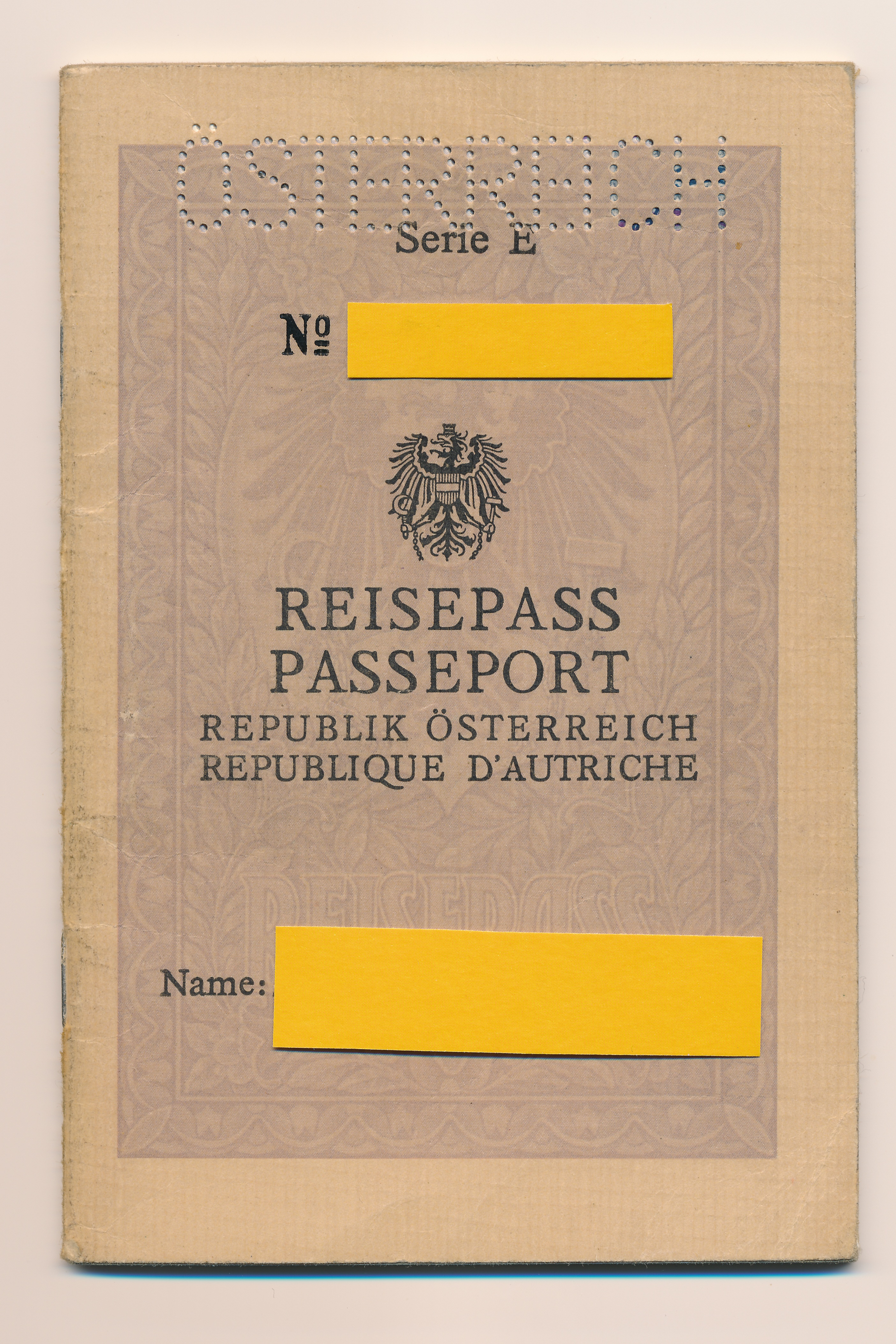
Австрийский паспорт серии E, выданный в 1970 году
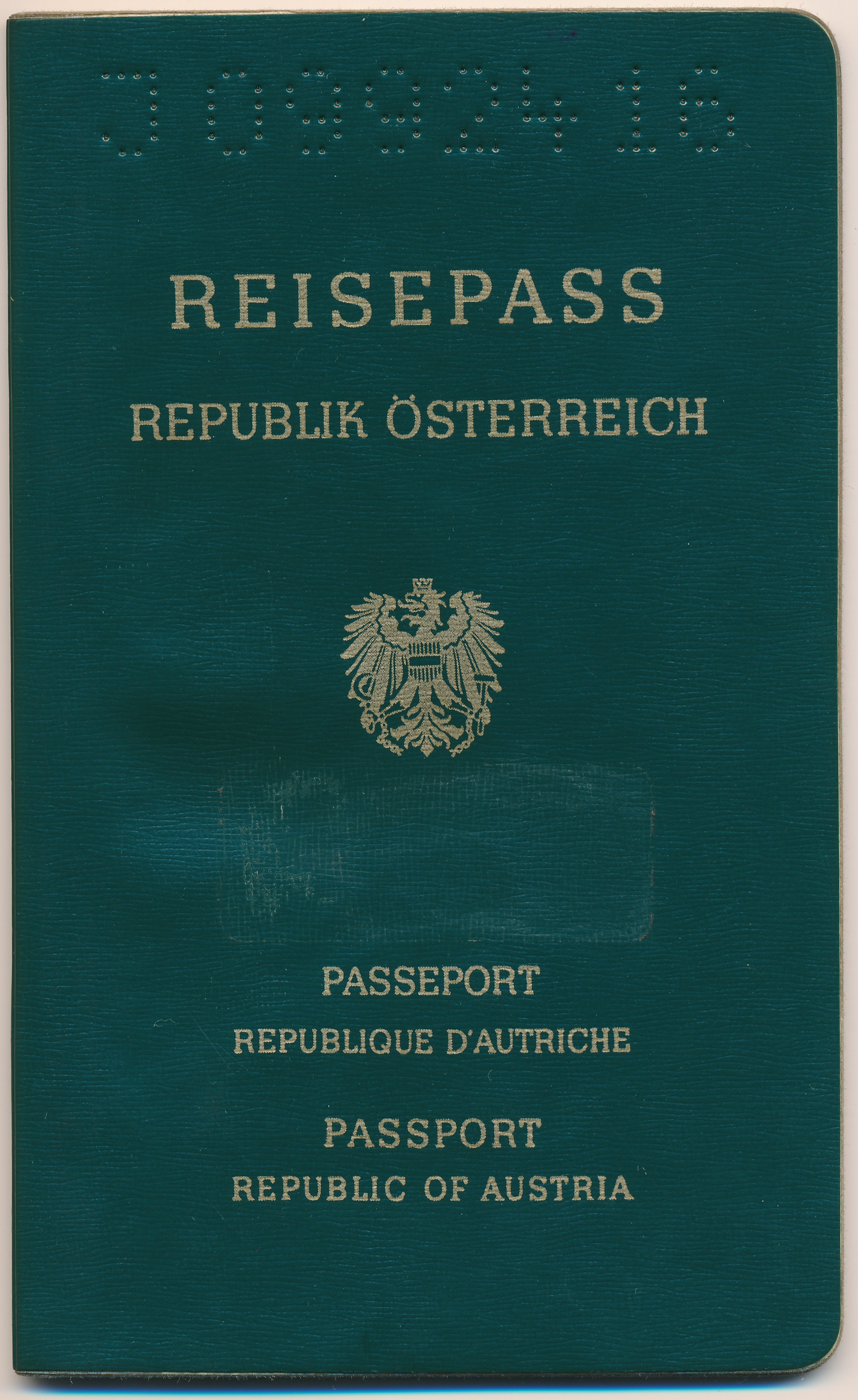
Австрийский паспорт «Зелёная обложка», выданный в 1980 году
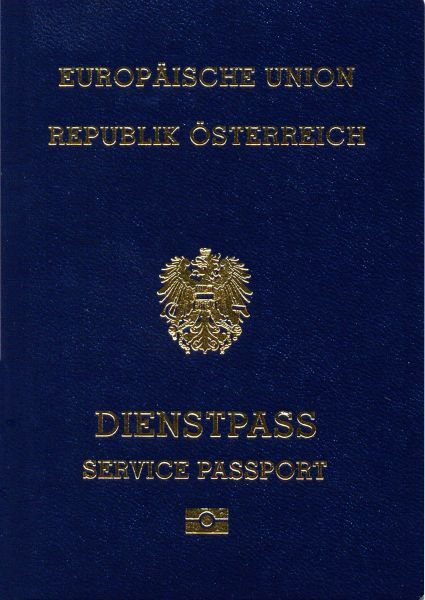
Австрийский служебный паспорт (2006–2014)
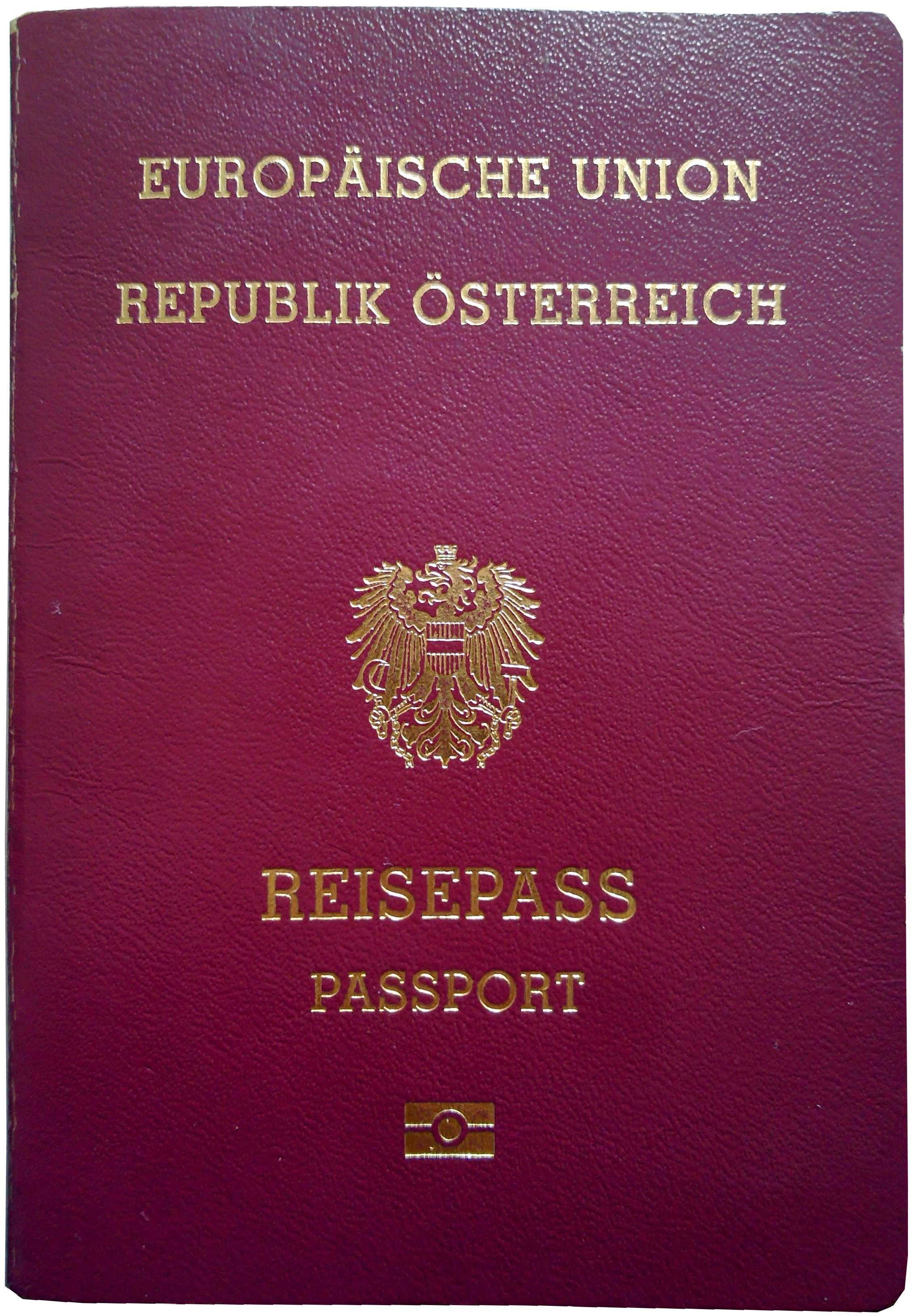
Обычный австрийский паспорт (2014–2023)
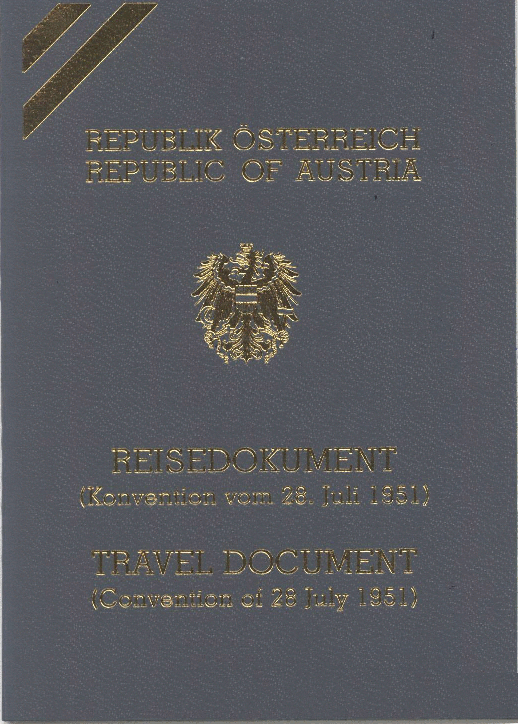
Проездной документ беженца (Конвенция о статусе беженцев)